# Don Carlson
Donald Vernon Carlson, detto Don (Minneapolis, 22 marzo 1919 – North Oaks, 16 ottobre 2004), è stato un cestista e allenatore di pallacanestro statunitense, professionista nella BAA, nella NBL e nella NBA.

## Palmarès
- Campione NBL (1948)
- Campione BAA (1949)
- Campione NBA (1950)